# Peter Desaga
Peter Desaga (* 14. März 1812; † nach 1879) war ein deutscher Instrumentenbauer.
Sein Vater war der Lehrer Michael Desaga. Er erwarb seine Ausbildung zum Mechaniker, Optiker und Eichmeister in Heidelberg, Paris und London. 1838 gründete er in der Heidelberger Hauptstraße das Geschäft optischer und chemischer Apparate. 1840 wurde Chemisch-physikalischer Apparatebau C. Desaga gegründet. 1842 wurde sein Sohn Carl geboren. 1852 wurde er erster Hauptmann der Heidelberger Feuerwehr und 1855 Mitglied des Gemeinderats. Desaga arbeitete mit Robert Bunsen zusammen und wurde mit der Verbesserung des Bunsenbrenners bekannt und erfolgreich. Die Firma Desaga ist auch 2023 noch in der Entwicklung, Herstellung und Vertrieb wissenschaftlicher und technischer Apparate tätig, sie ist Teil des Konzerns Sarstedt.

## Schriften
- Heidelberg-Führer – Wegweiser durch Stadt und Schloss Heidelberg. Heidelberg 1879
- Preisverzeichniss N° 5 der Bunsen'schen Apparate nebst Anhang: Apparate für Aerzte und andere specielle Zwecke; 1868